# Ray Henderson (cầu thủ bóng đá)
Ray Henderson (31 tháng 3 năm 1937  –  18 tháng 1 năm 2024) là một cựu cầu thủ bóng đá người Anh từng thi đấu ở vị trí tiền vệ chạy cánh phải.
Henderson rời Hull để đến Reading năm 1968 và tham gia vào ban huấn luyện sau khi giải nghệ. Năm 1975 ông là huấn luyện viên của đội dự bị tại Everton.